# Austroderia turbaria
Austroderia turbaria (Engels: Chatham Island toetoe) is een plantensoort uit de grassenfamilie (Poaceae). Het is een hoge pollenvormende grassoort. De bladeren zijn lichtgroen van kleur en de halmen kunnen 2 meter hoog worden. De bloeiwijze is pluimvormig en naar beneden hangend.
De soort komt voor op de Chathameilanden, gelegen in de Stille Oceaan ten oosten van Nieuw-Zeeland. Hij groeit daar aan de randen van langzaam stromende beken die veenmoerassen afwateren of aan de randen van meren. Ook wordt de soort aangetroffen op open plekken in moerasbossen die zijn ontstaan door omgevallen bomen.